# Phalcoboenus australis
Phalcoboenus australis là một loài chim săn mồi thuộc họ Cắt (Falconidae). Tại quần đảo Falkland, người dân gọi nó là Johnny rook.

## Mô tả
Bộ lông của con trưởng thành có màu đen, chân và vùng trước mắt màu cam, cổ thì lốm đốm màu nâu. Trong năm đầu đời, con non có bộ lông cam hay đỏ nhạt, mà chúng sẽ mất đi khi thay lông. Bộ lông chỉ hoàn thiện khi chúng đạt năm tuổi.

## Phân bố
Chúng sinh sản ở nhiều đảo thuộc Tierra del Fuego, nhưng thường gặp hơn ở quần đảo Falklands. Dù từng được xem là phổ biến, chúng nay chỉ làm tổ ở các đảo ngoài xa nơi có các quần thể chim cánh cụt và hải âu.